# Liste de personnalités liées à Béziers
Cette page est une liste non exhaustive de personnalités liées à la ville française de Béziers.

## Artistes
- Paul Ambille (1930-2010), peintre
- Gabriel Bacquier (1924-2020), baryton
- Abraham Bedersi (XIIIe siècle), poète, auteur et lexicologue biterrois de confession juive
- Jeanne Boujassy (1887-1962), romancière et poète
- Max Cabanes (1947-), dessinateur de BD
- Auguste Capdeville (1855-1934), poète, écrivain et journaliste ; à l'initiative du Prix Auguste-Capdeville
- Mario Cazes (1890-1972), violoniste, compositeur
- Paul Crauchet (1920-2012) est un acteur français, né à Béziers.
- Maryse Dauvray (1891-....), actrice de cinéma muet
- Élisabeth Daynès (1960-), sculptrice
- Valentin Duc (1858-1915), ténor
- Matfre Ermengau (?-1322), légiste et troubadour, auteur du Breviari d'Amor
- Gustave Fayet (1865-1925), mécène, collectionneur d'art, achète et restaure l'abbaye de Fontfroide en 1908.
- Michèle Gazier (née le 26 septembre 1946 à Béziers), est une écrivaine, traductrice, critique littéraire et éditrice française.
- Charles Guéret (1885-1932), auteur
- Armand Gonzalez, musicien (Sloy, 69, Corle One)
- Pierre Hortala (1880-1926), poète
- Jean-Antoine Injalbert (23 février 1845-20 janvier 1933), sculpteur
- Pierre Jalabert (1884-1968), poète, auteur de théâtre, romancier et historien
- Victor Levère (1831-1894), poète
- Jean Magrou (1869-1945), sculpteur
- Yves Nat (1890-1956), pianiste
- André Oulié, auteur de bandes dessinées (1898-1996), dessinateur français de Zorro
- Michel Piquemal (1954-), écrivain
- Jean-Bernard Pommier (1944-), pianiste
- Roland Ramade (1957-), auteur-compositeur-interprète
- Pierre-Napoléon-Eugène Relin (1837-1908), peintre et graveur
- Carlo Roccella (1956-), artiste contemporain du vitrail
- Anne Rodier (1972-), soprano
- Marie Rouanet (1936-), écrivaine
- Joseph Valette de Montigny (1665-1738), compositeur
- Jane Vieu (1871-1955), compositrice.

## Philosophes
- Jedaiah ben Abraham Bedersi, environ 1270-1340, philosophe, théologien et poète juif du Moyen Âge.
- Bernadette Bensaude-Vincent née à Béziers en 1949, philosophe, historienne et historienne des sciences
- Jean Vioulac, né en 1971 à Béziers.

## Politiques
- Auguste Albertini, ancien maire, député et sénateur de l'Hérault
- Justin Augé (1850-1925), homme politique, député de l'Hérault de 1897 à 1910.
- Paul Balmigère, ancien maire de Béziers
- Pierre Brousse, ancien maire de Béziers
- Émile Claparède, ancien maire de Béziers, ancien sénateur de l'Hérault
- Alain Barrau, ancien maire de Béziers de 1989 à 1995
- Georges Fontès, conseiller général du premier canton, ancien maire de Béziers, ancien ministre
- Raymond Couderc, sénateur maire de Béziers (1995-2014)
- Paul Devès, ancien maire (1873-1874)
- Edgar Faure, homme politique (1908-1988)
- Joseph-Henri de Jessé, président de l'Assemblée Constituante (1755–1794)
- Jean Moulin (1899-1943), administrateur, préfet d'Eure-et-Loir et résistant mort pour la France sous la torture.
- Jean-Claude Gayssot, ancien ministre de l'Equipement, des Transports et du Logement.
- Joseph Lazare, ancien sénateur maire (1944-1948.)
- Robert Ménard, maire de Béziers, ancien directeur de Reporters sans frontières
- François-Xavier Rey (1743-?), homme politique né à Béziers, député du tiers état aux états généraux de 1789.
- Jean-François Thourel, ancien député au Conseil des Cinq-Cent
- Joseph-Gabriel Gleizes de La Blanque (1747-1793), noble et homme politique, député de la noblesse aux états généraux de 1789.
- Jean Bassal, né le 12 septembre 1752 à Béziers et mort le 3 mai 1803 à Paris, curé rouge et député français.
- Alexis Corbière, député FI puis EcoS de la Seine-Saint-Denis né à Béziers en 1968
- Émile Vernhes (1820-1890), homme politique, député de l'Hérault de 1876 à 1890.

## Scientifiques
- Jean Bouillet (1690-1777), médecin français, proche de Mairan
- Jean-Jacques Dortous de Mairan (1678, 1771), mathématicien, astronome, membre de l'Académie des Sciences
- André Kaspi, historien, professeur honoraire d'histoire nord-américaine à l'Université de Paris I.
- Antoine Libes (1752-1832), physicien.
- Edmond Reboul, médecin et écrivain
- Pierre-Paul Riquet, ingénieur et entrepreneur français qui a permis la réalisation du canal du Midi

## Sportifs
- Georges Alexandre, footballeur
- Raoul Barrière, joueur de rugby, puis entraîneur de l'ASB, champion de France sous ces 2 statuts.
- Yvan Buonomo, cinq fois champion de France de rugby, né à Sète
- Henri Cabrol, joueur de rugby, né à Bize Minervois
- Jules Cadenat, joueur de rugby et président de l'ASB
- Jack Cantoni, joueur de rugby
- Alain Carminati, joueur de rugby
- Richard Castel, joueur de rugby
- Jean Ces (1906-1969), boxeur, champion d'Europe et médaillé olympique
- Jérémy Clément, joueur de football
- Julien Da Costa, pilote de moto, trois fois vainqueur des 24 h du Mans
- Pierre Danos, ancien joueur de rugby, champion de France avec l'ASB
- Marley Aké, footballeur professionnel franco-ivoirien. Passé par l’Olympique de Marseille et la Juventus, il joue maintenant en suisse (Yverdon-Sport FC).
- Jean-Pierre Escalettes, président de la Fédération Française de Football (2005-2010)
- Alain Estève, joueur de rugby
- Richard Gasquet, joueur de tennis
- Jean-Philippe Grandclaude, joueur de rugby.
- Thomas Heurtel, joueur de basket
- Samuel Honrubia, joueur de handball. Médaillé d'or aux championnats du monde en Suède
- Anthony Jeanjean, coureur de BMX freestyle, triple champion d'Europe.
- Pierre Lacans, joueur de rugby. Un rond-point situé face au stade de la Méditerranée porte son nom
- André Lubrano, une fois champion de France de rugby avec l'ASB, né à Sète,
- Michel Palmié, joueur de rugby, 8 fois champion de France avec l'ASB, international français (grand chelem 1977).
- Julien Rodriguez, footballeur
- Olivier Saïsset, joueur de rugby
- René Séguier, ancien joueur de rugby, 6 fois champion de France avec l'ASB, né à Vendres
- Amine Adli, footballeur professionnel marocain. Il a notamment joué pour le Toulouse FC, et défend maintenant les couleurs du Bayer Leverkusen.
- Georges Senal, joueur de rugby, champion de France, né à Sérignan
- Olivier Brouzet, joueur de rugby, international français.
- Yannick Nyanga, joueur de rugby, international français.
- Dimitri Szarzewski, joueur de rugby, international français.
- Armand Vaquerin, joueur de rugby, 10 fois champion de France de rugby,
- Damien Vidal, joueur de rugby
- Louis Viennet, ancien président de l'ASB rugby
- René Vignal, joueur de football
- Jean Sarda, joueur et entraîneur de l'ASB
- Bernard Iché, footballeur professionnel
- Antoine Martinez, footballeur professionnel Béziers, OM, Bordeaux.
- Jean Fernandez, footballeur professionnel et entraîneur pro.
- Léonce Lavagne, ancien footballeur et entraîneur pro
- Antoine Garceran, ancien footballeur

## Militaires
- Jean-Jacques François de Soulier (1745-1826), général français de la Révolution et de l'Empire, né et mort à Béziers.
- André Tudier (1749-1832), général des armées de la République, puis maire de la ville ; y est né et décédé.
- Pierre André Miquel (1762-1819), général français de la Révolution et de l'Empire.

## Vedettes
- Laeticia Hallyday, de son nom de jeune fille Laeticia Marie Christine Boudou, épouse du chanteur Johnny Hallyday
- Alexandra Rosenfeld, Miss France 2006 et Miss Europe 2006
- Jerry Collins, troisième ligne aile emblématique de l'équipe de rugby des All Blacks. Mort sur la commune le 5 juin 2015.

## Autres
- Jacme (Jacques) Mascaro (XIVe siècle), escudier (écuyer) des consuls de Béziers, auteur de Lo Libre de Memorias, une chronique de la ville de Béziers[1].
- Pierre-Ferdinand de Bausset-Roquefort (1757-1829), évêque de Vannes puis archevêque d'Aix-en-Provence, né à Béziers.
- Jean Gailhac, prêtre catholique.
- François Audouze, collectionneur de vins rares et dégustateur.
- Sébastien Castella, torero.
- Florian Vernet, linguiste, romancier occitan.